# سيد دينين
سيد دينين (بالإنجليزية: Syd Dineen)‏ هو لاعب كرة قدم أسترالية أسترالي، ولد في 7 نوفمبر 1914 في غرينزبرو ‏ في أستراليا، وتوفي في 10 نوفمبر 1989.

## وصلات خارجية
- سيد دينين على موقع AustralianFootball.com (الإنجليزية)
- سيد دينين على موقع AFLtables.com (الإنجليزية)